# Trasposizione (musica)
La trasposizione o trasporto è la pratica musicale mediante la quale un brano viene eseguito o riscritto in una tonalità differente da quella originaria.

## Descrizione
Spesso viene fatto per esigenze pratiche, per esempio un leggero malessere di un cantante può costringere chi lo accompagna a trasportare il brano un tono sotto, oppure per poter eseguire su uno strumento uno spartito scritto per un altro.
Può servire anche a chi suona uno strumento traspositore per poter ottenere suoni reali, oppure per poter eseguire un brano musicale in un'ulteriore tonalità.
Il metodo del trasporto, inoltre, prevede che tutti gli intervalli tra i diversi suoni che compongono la melodia rimangano costanti anche nella nuova tonalità così che anche l'idea musicale rimanga invariata (pur non conservando però lo stesso carattere che aveva nella tonalità di partenza).

## Funzionamento
Quando ci si accinge a trasportare un brano, bisogna, per prima cosa, decidere di quanto trasportarlo e come. Per esempio, poniamo di avere un brano in Do Maggiore e di volerlo innalzare o abbassare di un tono; nel primo caso la tonalità del brano sarà portata a Re Maggiore (e bisognerà armare la chiave di due diesis: fa e do) e nel secondo caso a Si bemolle Maggiore (e l'armatura di chiave presenterà si e mi bemolli). Bisogna poi innalzare o abbassare di un tono tutti i suoni del brano e questa operazione viene portata a termine tramite un semplice cambiamento di chiave.
Supponendo che il nostro brano (in Do Maggiore) fosse stato scritto in chiave di sol (o di canto), per innalzarlo di un tono bisognerà sostituire la chiave di canto con quella di contralto (chiave di Do sulla terza linea) mentre per abbassarlo di un tono basta utilizzare la chiave di tenore (chiave di do sulla quarta linea). Ora bisogna tenere conto delle alterazioni momentanee, ovvero quelle alterazioni che interessano una nota solo all'interno della battuta in cui è segnata l'alterazione. Considerando che il trasporto viene effettuato per quinte giuste (ascendenti o discendenti) si troverà che per "aggiustare" le quinte è necessario porre in diesis le alterazioni momentanee procedendo per quinte ascendenti e porre in bemolle procedendo per quinte discendenti.
Trasportando il brano in su o in giù di una quinta sarà necessario sistemare le alterazioni momentanee di una nota sola, trasportando il brano di due quinte di due note, di tre quinte tre note e così via. La sequenza delle note su cui bisogna intervenire è fa, do, sol, re, la, mi, si (ponendo in diesis) per il trasporto ascendente e si, mi, la, re, sol, do, fa (ponendo in bemolle) per il trasporto discendente. Per esempio, tornando al nostro brano in Do Maggiore, supponiamo che, in una battuta ci siano un'alterazione momentanea sul mi e una sul do, ovvero siano mi diesis e do bemolle. Trasportando il brano in Re Maggiore il Mi diventa Fa# e il do diventa Reb. Essendo il fa alterato (è fa diesis perché prima era mi diesis e per il trasporto abbiamo cambiato nota) ed essendoci noi spostati di due quinte (do sol re) il fa dovrà essere ulteriormente posto in diesis (fa doppio diesis); il do bemolle invece è divenuto tranquillamente re bemolle (avremmo dovuto porlo in diesis se ci fossimo spostati di quattro quinte portandoci così nella tonalità di mi+). Il procedimento è analogo (ma coi bemolli) per il trasporto discendente. Tenendo a mente queste semplici regole è possibile eseguire un trasporto corretto e senza errori.